# برايان سميث (قسيس بريطاني)
برايان سميث (بالإنجليزية: Brian Smith)‏ هو قسيس بريطاني، ولد في 15 أغسطس 1943 في إدنبرة في المملكة المتحدة.